# 加埃塔湾

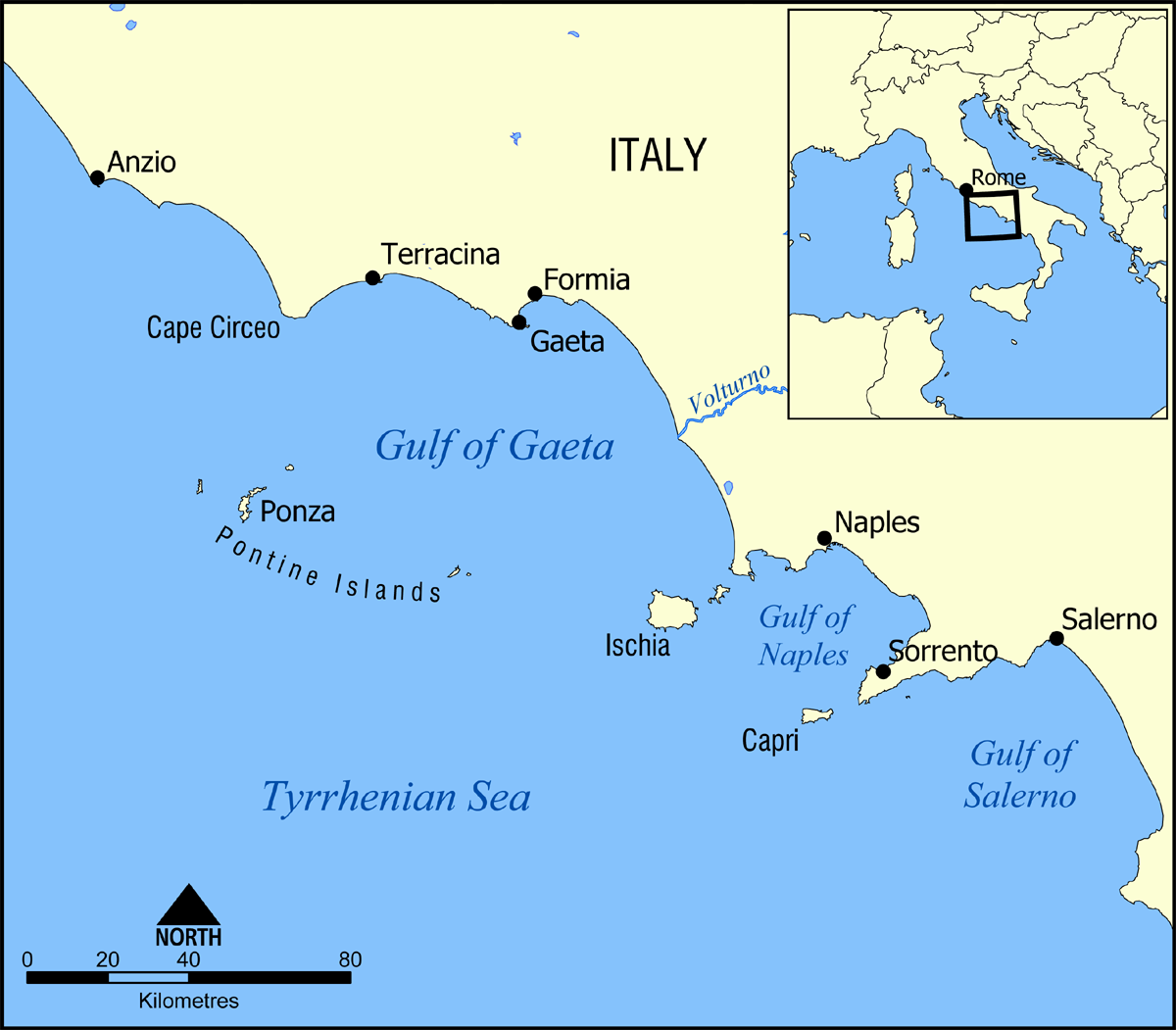

加埃塔湾（義大利語：Golfo di Gaeta）是第勒尼安海中的一片水域，邻近意大利西海岸，由奇尔切奥角、伊斯基亚岛、那不勒斯湾、庞廷群岛和意大利本土所围而成。
加埃塔湾得名于附近的城市加埃塔。沃尔图诺河是注入加埃塔湾的主要河流。
1967年至2006年，加埃塔湾是北大西洋公约组织的一处基地，驻有美国第六舰队的旗舰等多艘军舰。
41°06′N 13°30′E / 41.1°N 13.5°E